# James A. Garfield
James Abram Garfield (Orange, Ohio, 19 de noviembre de 1831-Long Branch, Nueva Jersey, 19 de septiembre de 1881) fue el vigésimo presidente de los Estados Unidos, que gobernó desde el 4 de marzo de 1881 hasta su asesinato en septiembre de 1881. Se convirtió en el segundo presidente asesinado en los Estados Unidos —Abraham Lincoln había sufrido la misma fatalidad, también estando en el cargo—. Su presidencia es la segunda más corta en la historia de Estados Unidos, tras la de William Henry Harrison, duró solo seis meses y quince días.
Ha sido el único miembro en activo de la Cámara de Representantes de Estados Unidos que fue elegido para la presidencia.
Garfield nació en la pobreza, en una cabaña de madera y creció en el noreste de Ohio. Tras graduarse en el Williams College, Garfield estudió derecho y se convirtió en abogado antes de entrar en política como Republicano en 1857. Fue miembro del Senado del Estado de Ohio de 1859 a 1861. Garfield se opuso a la secesión confederada, sirvió como general de división en el ejército de la Unión durante la guerra civil estadounidense y luchó en las batallas de Middle Creek, Shiloh y Chickamauga.

## Vida
James Abram Garfield nació en la ciudad de Orange Township, actualmente Moreland Hills, un suburbio de la ciudad de Cleveland, Ohio. Su padre murió en 1833, cuando James Abram tenía 18 meses. Creció cuidado por su madre, Eliza Ballou, y un tío.
De 1851 a 1854 estudió en el Western Reserve Eclectic Institute (universidad nombrada más tarde como Hiram College) en Hiram, Ohio. Después se trasladó a la universidad de Williams en Williamstown, Massachusetts, donde fue miembro de la hermandad Delta Epsilon. Se graduó en 1856 como estudiante excepcional que sobresalió en todas las materias excepto en química.
Más tarde enseñó en el Eclectic Institute idiomas clásicos durante el curso académico de 1856-1857 y fue nombrado director del instituto a partir de 1857 y hasta 1860.
Garfield decidió que la vida académica no era para él y estudió derecho por su cuenta. Fue admitido en el colegio de abogados de Ohio en 1860.
Como anécdota cabe destacar que fue un matemático aficionado y llegó a publicar una original demostración del Teorema de Pitágoras en el Diario de Educación de Nueva Inglaterra (New England Journal of Education).
El 11 de noviembre de 1858, se casó con Lucretia Rudolph, una de sus antiguas alumnas. Tuvieron un total de siete niños, cinco hijos y dos hijas: Eliza A. Garfield (1860-63); Harry A. Garfield (1863-1942); James R. Garfield (1865-1950); Maria Garfield (1867-1947); Irvin M. Garfield (1870-1951); Abram Garfield (1872-1958); y Edward Garfield (1874-76). Uno de sus hijos, James Rudolph Garfield, siguió los pasos de su padre en política y llegó a ser secretario de Interior durante la presidencia de Theodore Roosevelt.
Fue elegido senador por el Estado de Ohio en 1859, y ocupó el cargo hasta 1861. 
Cuando estalló la Guerra Civil o Guerra de Secesión, James Garfield fue encargado del reclutamiento del 42.º Batallón de Infantería, formado por voluntarios de Ohio, del que fue nombrado coronel. A finales de ese mismo año se puso al frente de una brigada para atacar a las fuerzas confederadas posicionadas al este de Kentucky. El 10 de enero de 1862, Garfield derrotó por completo a las tropas enemigas del general Humphrey Marshall en la famosa Batalla de Middle Creek, lo que le valió ser ascendido al grado de general de brigada. En abril de ese mismo año, su regimiento participó decisivamente en la Batalla de Shiloh, gracias a la cual fue nombrado jefe del Estado Mayor del general William Starke Rosecrans. Finalmente, en virtud de sus notables servicios en la Batalla de Chickamagua el 19 de septiembre de 1863, James Garfield fue ascendido al grado de mayor general.
Gracias a su postura antiesclavista y a su prestigio militar y académico, ganó un escaño en la Cámara de Representantes en 1863.
Permaneció en el Partido Republicano durante toda su vida política.

## Su elección como candidato y su presidencia

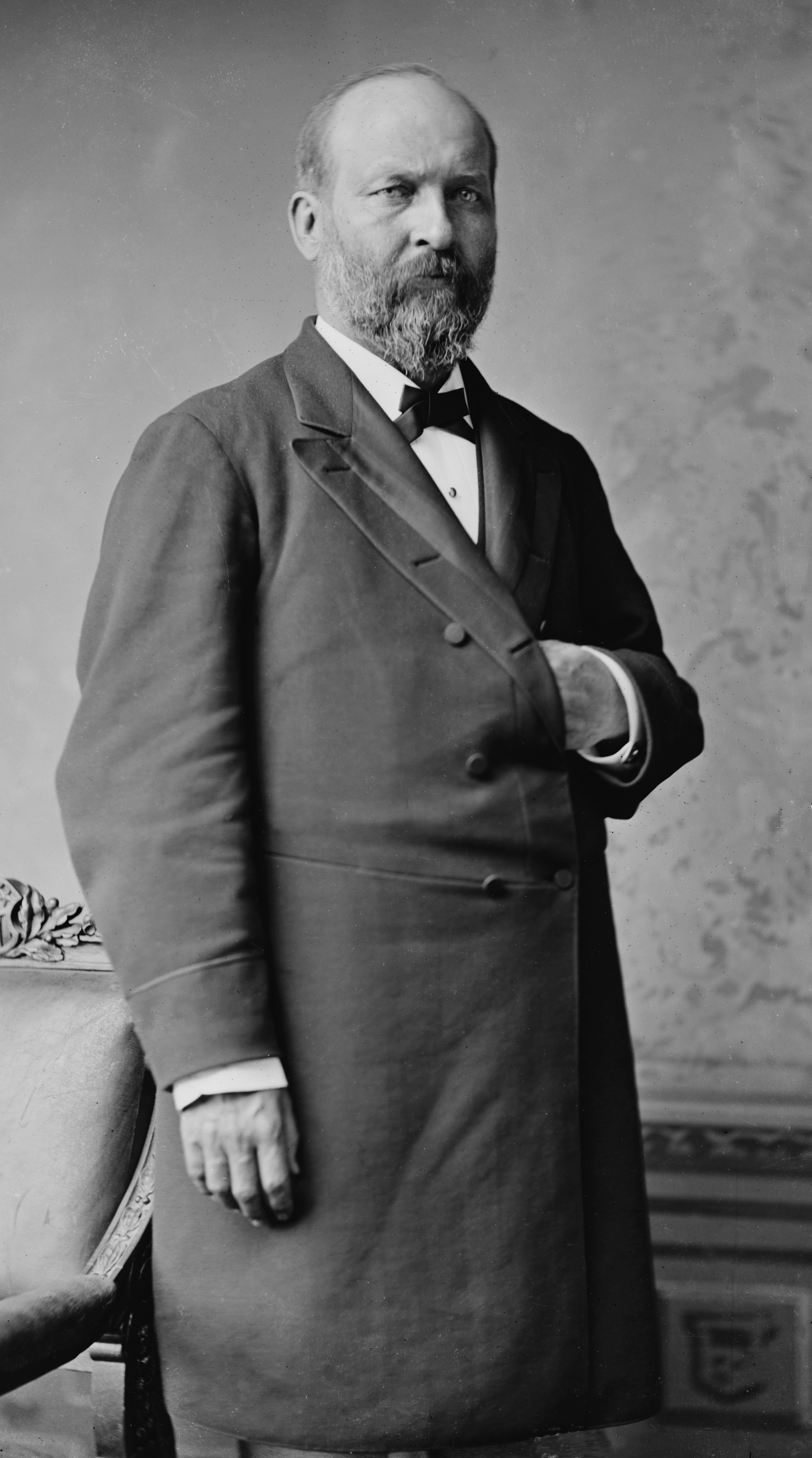
Fotografía del presidente Garfield.

Fue elegido candidato por el partido republicano en junio de 1880 en una convención celebrada en Chicago en la que Garfield supo aprovechar la rivalidad entre los grandes favoritos a la candidatura republicana, James G. Blaine, líder de los republicanos "mestizos" (así llamados porque sus rivales los consideraban semidemócratas), el candidato de los republicanos moderados John Sherman y el expresidente Ulysses S. Grant, el candidato favorito del sector más radical del partido, el más opuesto a arreglos o pactos con los demócratas o con el sur. Después de nada menos que 35 votaciones en las que no se impuso ninguno de los candidatos (tal era la división interna en el partido), la convención optó por un caballo oscuro (dark horse en inglés). Es decir un candidato semidesconocido que no entraba en la lista de favoritos, y es que las maniobras de Garfield en favor del general Sherman hicieron que la convención lo viese como un candidato ideal para la presidencia.
Garfield, con el incondicional neoyorquino Chester Arthur como candidato a la vicepresidencia, se impuso en las elecciones a su rival demócrata Winfield Scott Hancock por 214 votos electorales a 85 y por un escaso margen de 10 000 votos. Fue investido el 4 de marzo de 1881.
La breve presidencia de Garfield estuvo condicionada por la gran enemistad que contrajo con los stalwarts de Conkling, al negarse a proporcionarles las recompensas y prebendas de todo tipo que esperaban por su respaldo político en la Convención, como ya era práctica habitual desde los tiempos del presidente Ulysses Grant. Para Conkling y sus stalwarts la lucha de Garfield contra el spoil system constituía una traición, al ser una causa heredada del presidente anterior, Rutherford Hayes, a quien los stalwarts detestaban.

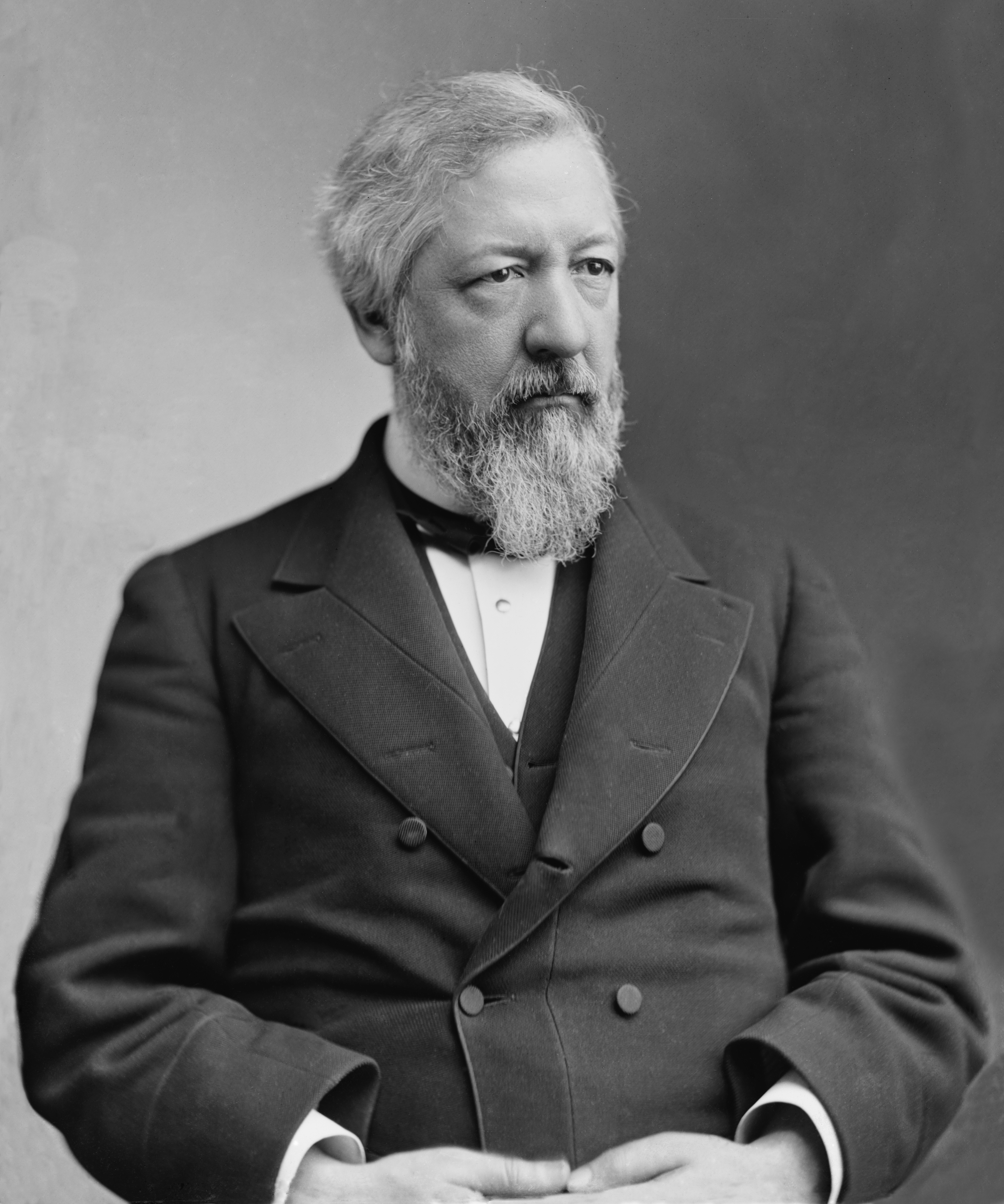
El senador James G. Blaine, líder de los republicanos "mestizos".

Pero el enfrentamiento alcanzó mayor grado de virulencia cuando Garfield nombró a James G. Blaine, gran enemigo de Conkling, secretario de Estado, y a otro destacado republicano para ocupar el lucrativo cargo de director de las oficinas de aduanas del puerto de Nueva York. Conkling y Thomas Platt, también senador republicano por Nueva York, cuestionaron en el Congreso el derecho presidencial a nombrar cargos en Nueva York, alegando la tradición senatorial de votar los nombramientos presidenciales en sus respectivos estados. Ambos políticos abandonaron sus escaños en el Congreso para presentarse a la Asamblea de Nueva York y así presionar a Garfield para que diera marcha atrás a dicho nombramiento. Pero la Asamblea, en una acto de independencia muy poco habitual, destituyó a la pareja política y envió dos nuevos miembros a Washington, acto que significó el fin de la carrera política de Conkling y el declive definitivo de la causa stalwart.

## Muerte

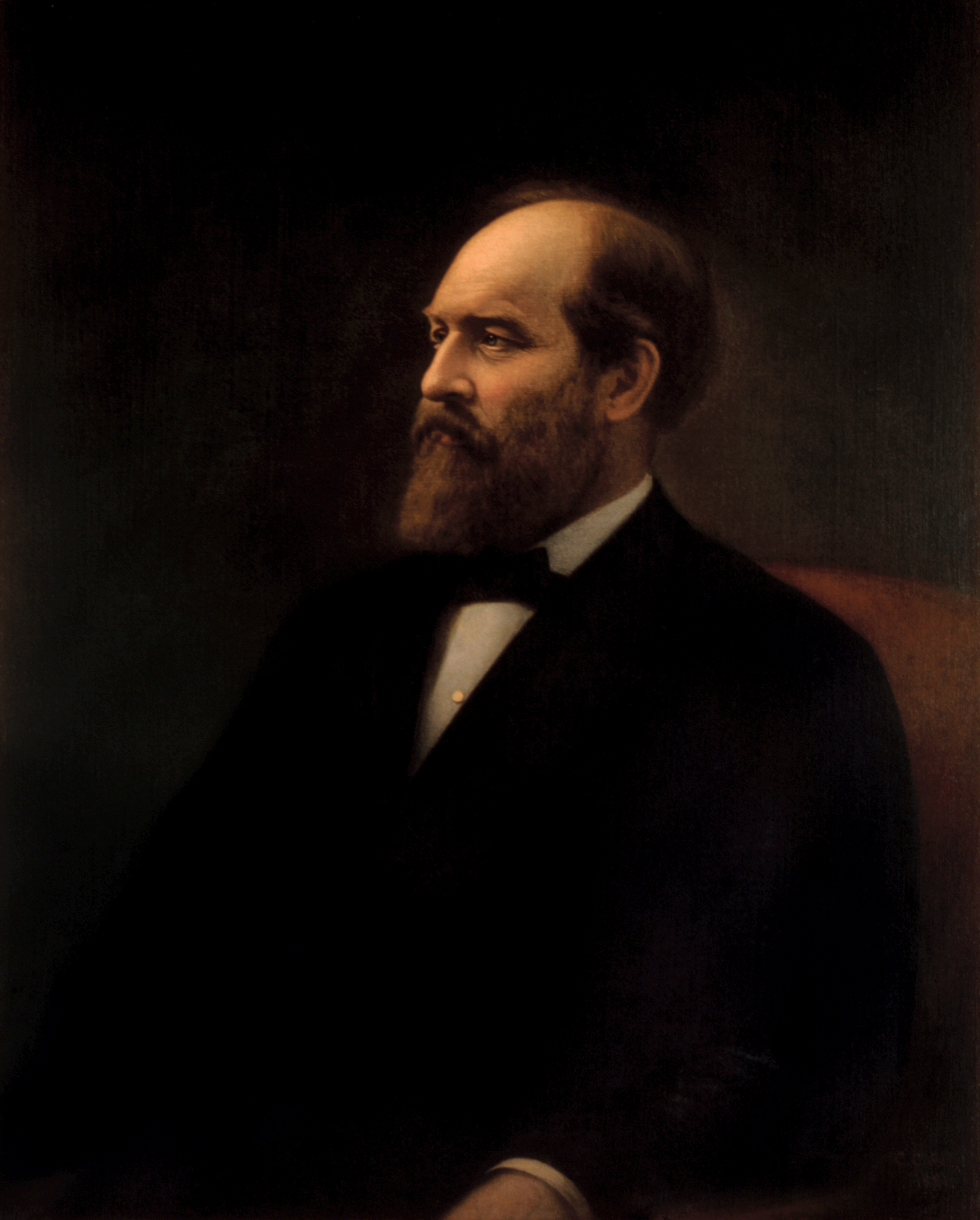
Retrato oficial de la Casa Blanca de James Garfield

El 2 de julio de 1881, en la estación de tren de Washington, el abogado Charles Jules Guiteau, un buscador de cargos y prebendas desengañado por la firmeza de James Garfield, quien no le había concedido un puesto consular que había solicitado, disparó contra el presidente dos balas que no llegaron a herir ningún órgano vital. 
Herido, Garfield permaneció acostado en la Casa Blanca durante 70 días. Los médicos, con el pretexto de encontrar una de las balas fueron transformando una herida de unos milímetros en una herida grave. Alexander Graham Bell intentó sin éxito encontrar la bala con un detector de metales que había improvisado él mismo para la ocasión, pero el colchón donde estaba acostado era de muelles (le habían regalado el primero fabricado en el mundo, así que nadie lo tuvo en cuenta), y eso imposibilitó el hallazgo. El 6 de septiembre Garfield fue llevado a la costa de Nueva Jersey. Por unos días parecía haberse recuperado, pero el 19 del mismo mes falleció por culpa de la infección y de la hemorragia interna que le causaron los médicos.
Fue sucedido por su vicepresidente, Chester Alan Arthur.

## Funerales, memoriales y conmemoraciones
El tren funerario de Garfield salió de Long Branch por la misma vía especial que lo había llevado hasta allí, viajando por vías cubiertas de flores y pasando por casas adornadas con banderas. Más de 70.000 ciudadanos, algunos de los cuales esperaron más de tres horas, pasaron junto al féretro de Garfield mientras su cuerpo yacía en la rotonda del Capitolio de los Estados Unidos; más tarde, el 25 de septiembre de 1881, en Cleveland, más de 150.000 personas, un número equivalente a la población total de esa ciudad, presentaron sus respetos. Su cuerpo fue enterrado temporalmente en una bóveda en el cementerio Lake View de Cleveland hasta que se construyó su monumento permanente.

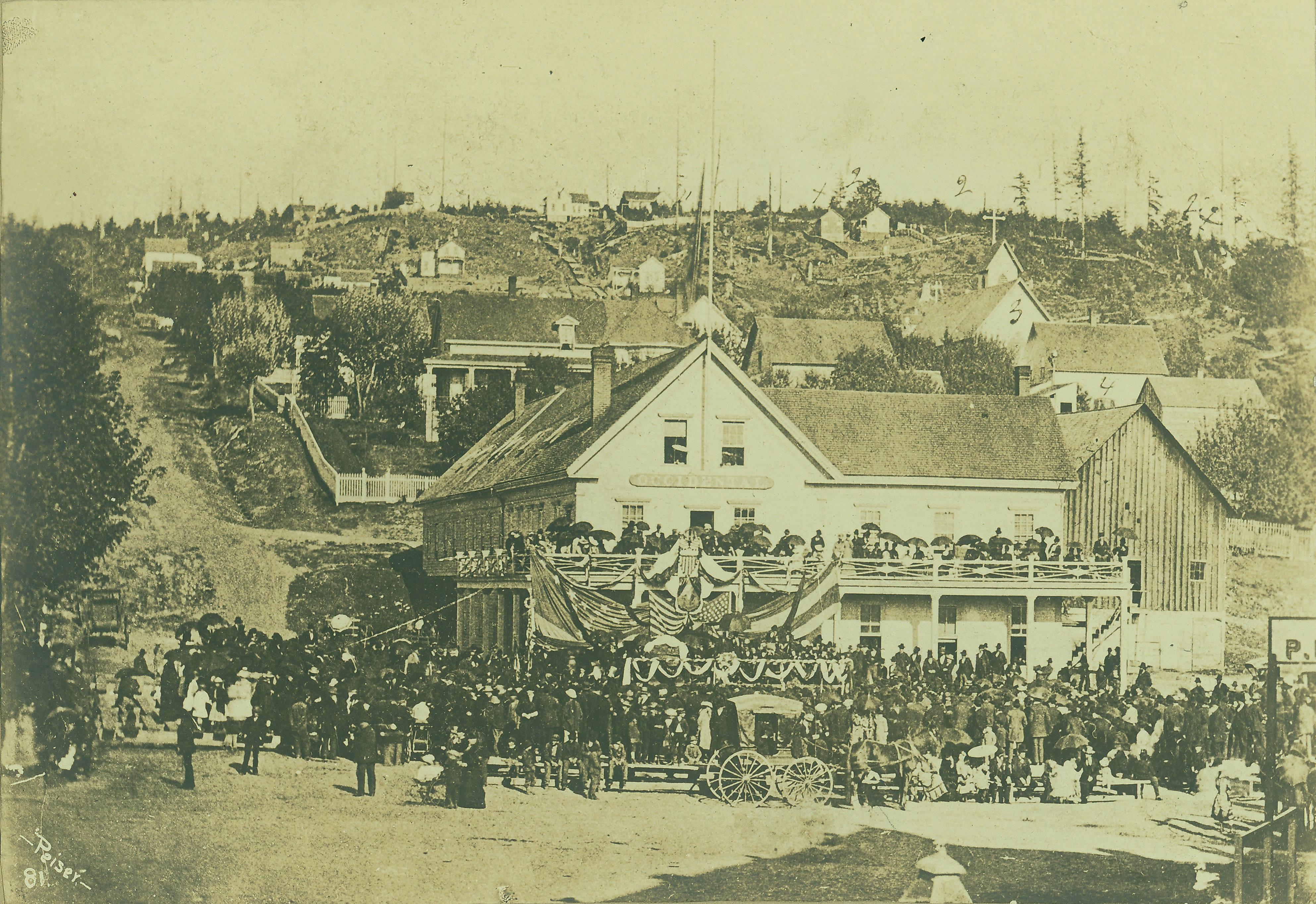
Servicios Memoriales para Garfield en Seattle, en Washington's Occidental Square el 27 de septiembre de 1881, frente al Hotel Occidental.

Se erigieron monumentos a Garfield en todo el país. El 10 de abril de 1882, siete meses después de la muerte de Garfield, el Departamento de Correos de Estados Unidos emitió un sello postal en su honor. En 1884, el escultor Frank Happersberger completó un monumento en los terrenos del Conservatorio de Flores de San Francisco. En 1887, se dedicó el monumento a James A. Garfield en Washington. Otro monumento, en el Parque Fairmount de Filadelfia, fue erigido en 1896 En Victoria, Australia, el arroyo Cannibal fue rebautizado como Garfield en su honor.
El 19 de mayo de 1890, el cuerpo de Garfield fue enterrado definitivamente, con gran solemnidad y fanfarria, en un mausoleo en el cementerio de Lake View en Cleveland. A las ceremonias de dedicación asistieron el expresidente Hayes, el presidente Benjamin Harrison y el futuro presidente William McKinley. El secretario del Tesoro de Garfield, William Windom, también asistió. Harrison dijo que Garfield fue siempre un "estudiante e instructor" y que los trabajos de su vida y su muerte "continuarían siendo incidentes instructivos e inspiradores en la historia estadounidense". Tres paneles del monumento muestran a Garfield como profesor, general de división de la Unión y orador; otro lo muestra prestando el juramento presidencial, y un quinto muestra su cuerpo yaciendo en la rotonda del Capitolio en Washington D. C.
El asesinato de Garfield a manos de un desquiciado buscador de cargos despertó la conciencia pública sobre la necesidad de una legislación de reforma del servicio civil. El senador George H. Pendleton, demócrata de Ohio, lanzó una iniciativa de reforma que dio lugar a la Ley Pendleton en enero de 1883. Esta ley revirtió el "sistema de botín", en el que los aspirantes a un cargo pagaban o prestaban servicios políticos para obtener o mantener los puestos de nombramiento federal. En virtud de la ley, los nombramientos se otorgaban por mérito y por concurso. Para garantizar la aplicación de la reforma, el Congreso y Arthur establecieron y financiaron la Comisión de Servicio Civil. Sin embargo, la Ley Pendleton sólo abarcaba al 10% de los trabajadores del gobierno federal. Para Arthur, conocido anteriormente por haber sido un "veterano aguafiestas", la reforma del servicio civil se convirtió en su logro más notable.
Una estatua de mármol de Garfield, obra de Charles Niehaus, fue añadida a la Colección Nacional de Estatuas del Capitolio en Washington D. C., un regalo del Estado de Ohio en 1886.
El 2 de marzo de 2019, el Servicio de Parques Nacionales erigió paneles de exposición en Washington para marcar el lugar del asesinato.

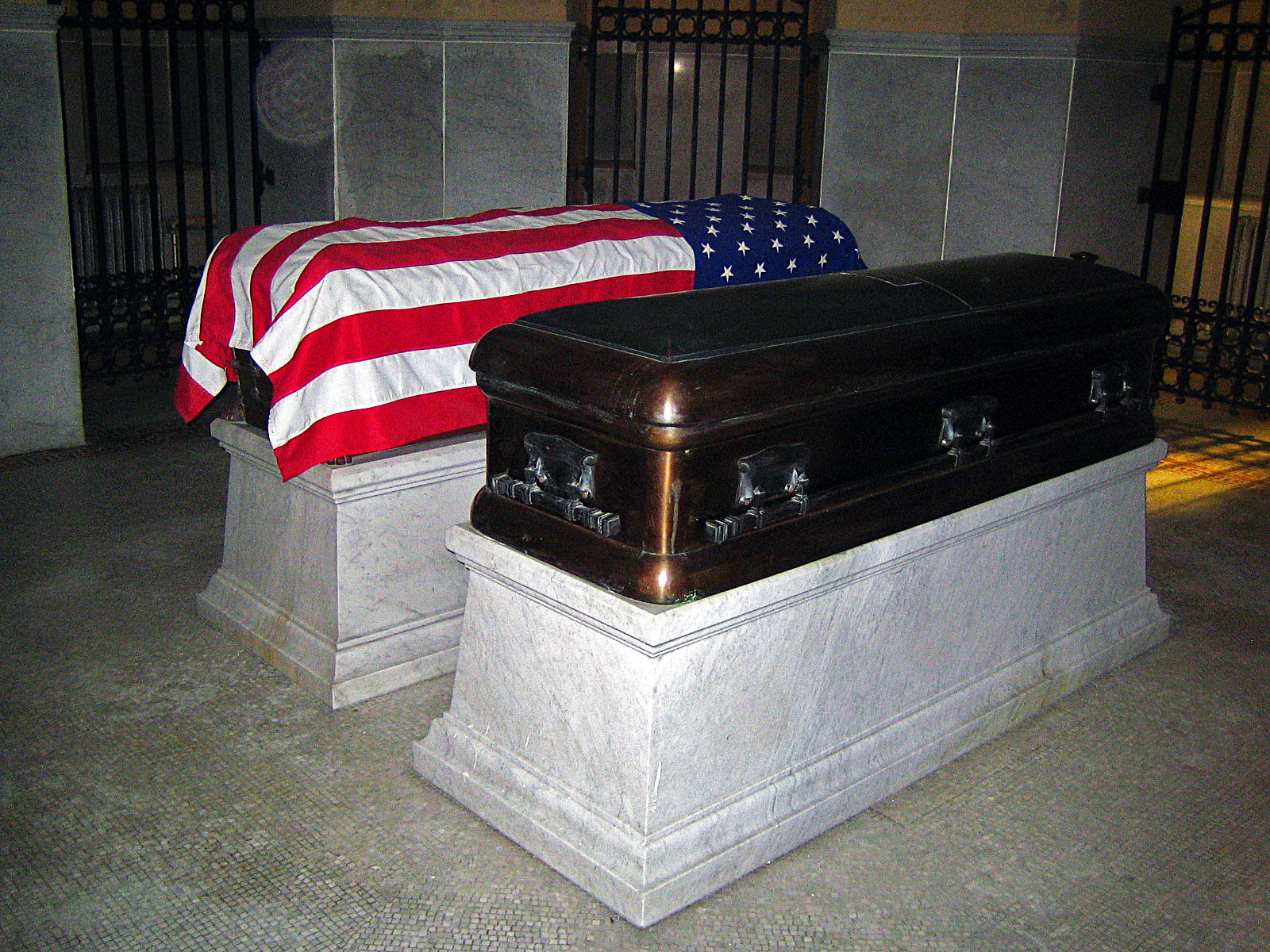
El féretro de Garfield (izquierda) en estado de reposo.
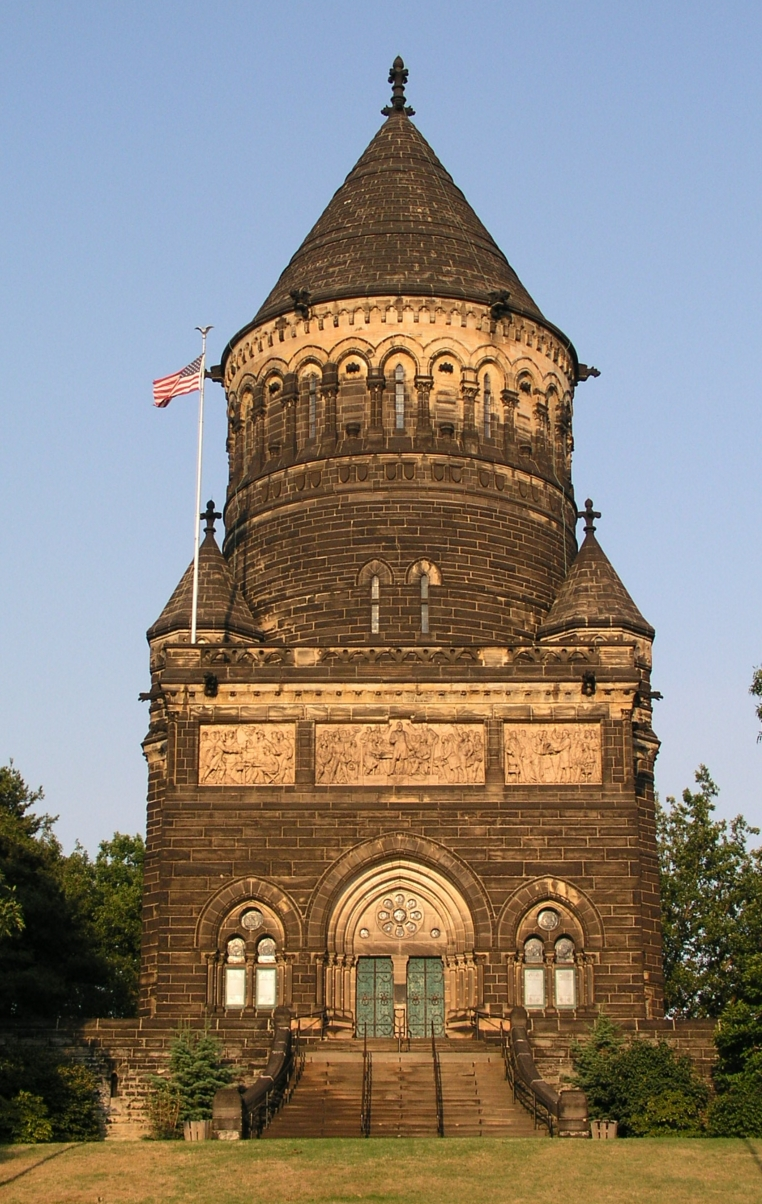
Monumento conmemorativo a James A. Garfield en el Cementerio de Lake View en Cleveland, Ohio.
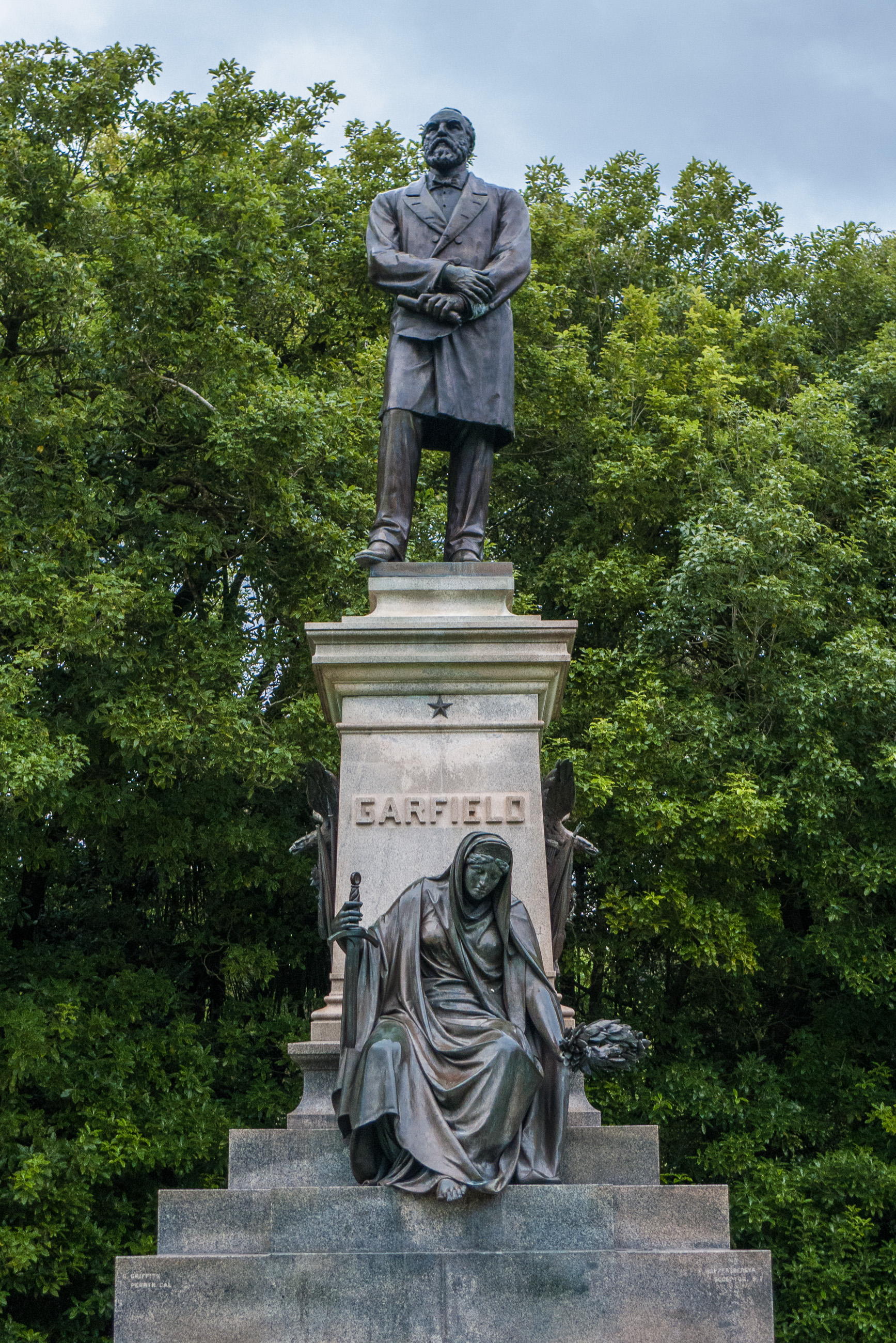
Monumento a Garfield, Parque Golden Gate, San Francisco por Frank Happersberger
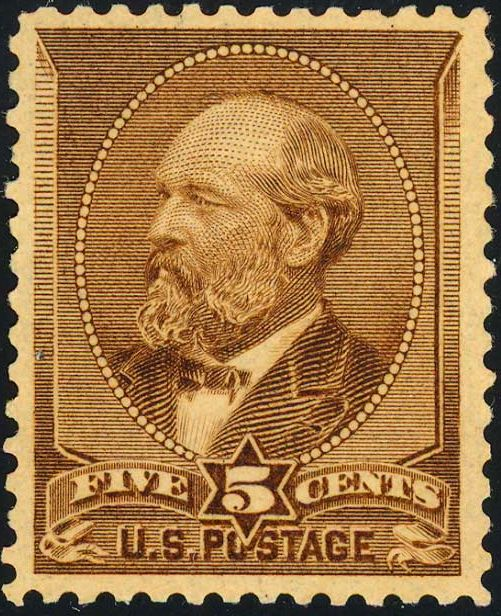
Primer sello postal de Garfield, 1882

## Valoración histórica
La imagen póstuma del presidente Garfield estuvo marcada por la ambigüedad. Su lucha contra el spoil system (clientelismo) y su posterior asesinato a manos de un stalwart al que le había negado un puesto público lo convirtieron en un mártir de la lucha contra el arribismo y la corrupción. Con lo que el historiador Henry Brooks Adams (nieto del sexto presidente del país, John Quincy Adams y bisnieto del segundo, John Adams) llamó «impúdico cinismo», las críticas a la falta de carácter del finado y su implicación en algunos escándalos de corrupción durante su etapa en el Congreso tras su muerte se convirtieron en alabanzas desmedidas por su oposición al spoil system, que pagó con la vida. En palabras de otro notable historiador estadounidense, Ari Hoogenboom: «Mitad reformista, mitad spoilsman; mitad moralista, mitad corrupto, Garfield fue difamado como un político sombrío y deificado como un noble mártir. Ambos retratos están plenamente justificados».